# Калката Нуова
Калката Нуова (итал. Calcata Nuova) је насеље у Италији у округу Витербо, региону Лацио.
Према процени из 2011. у насељу је живело 611 становника. Насеље се налази на надморској висини од 220 м.

## Становништво
Према резултатима пописа становништва 2011. у општини је живело 905 становника.
| 1931. | 1936. | 1951. | 1961. | 1971. | 1981. | 1991. | 2001. | 2011. |
| ----- | ----- | ----- | ----- | ----- | ----- | ----- | ----- | ----- |
| 878   | 836   | 753   | 698   | 585   | 690   | 886   | 846   | 905   |